# Papaipema cerina
Papaipema cerina är en fjärilsart som beskrevs av Augustus Radcliffe Grote 1874. Papaipema cerina ingår i släktet Papaipema och familjen nattflyn. Inga underarter finns listade i Catalogue of Life.